# Bočadir
Bočadir is een plaats in de gemeente Konjščina in de Kroatische provincie Krapina-Zagorje. De plaats telt 156 inwoners (2001).